# Unkraut

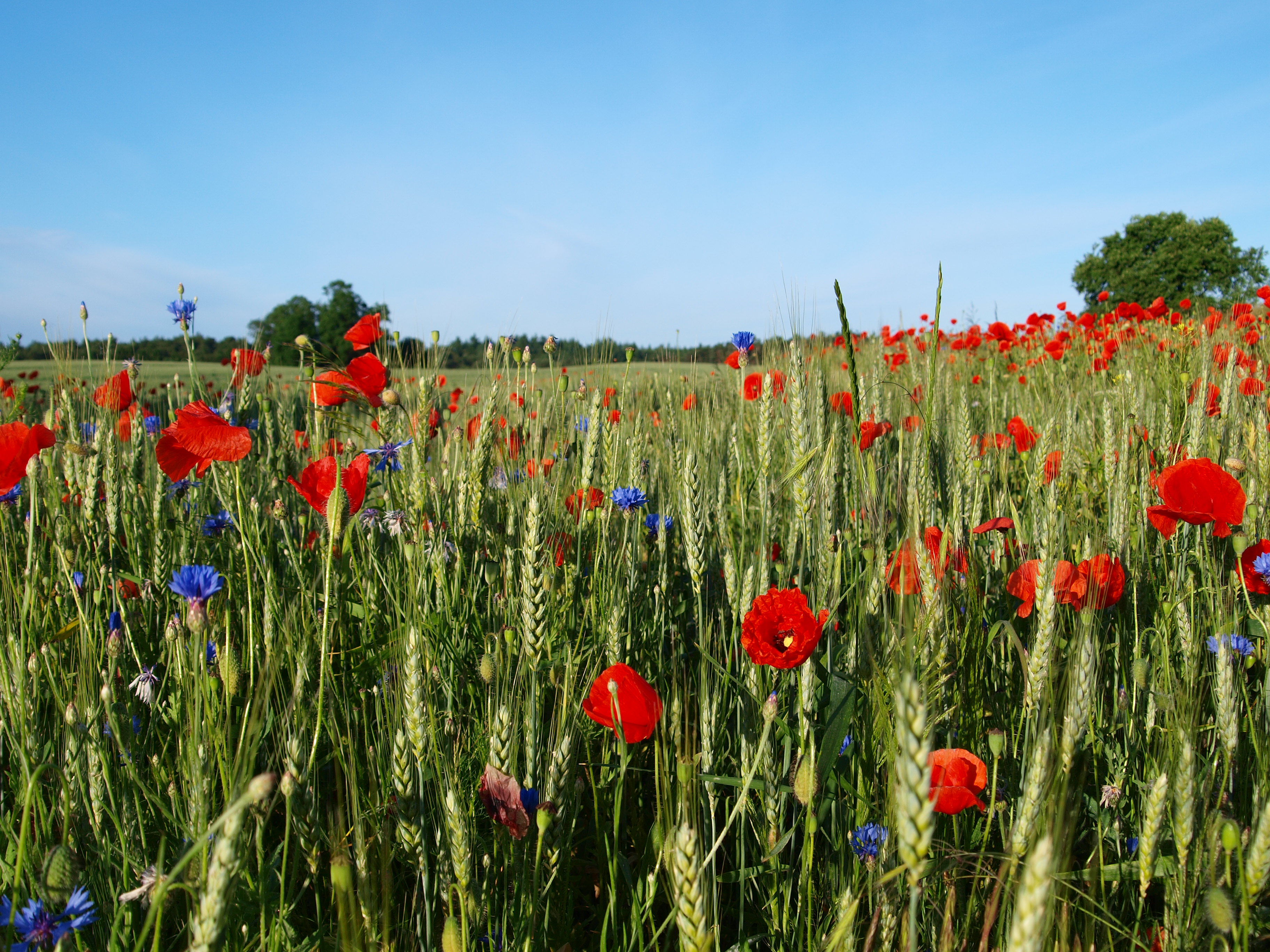
Klatschmohn und Kornblume als unerwünschte Beikräuter in Getreide

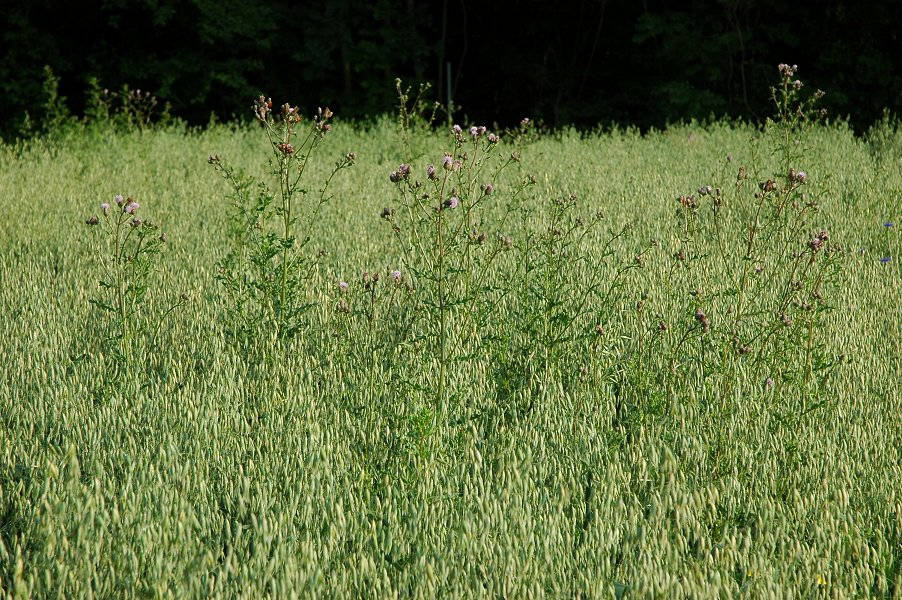
Haferfeld mit Disteln

Unkraut ist eine abwertende, nichtwissenschaftliche Sammelbezeichnung für Pflanzen der spontanen „Begleitvegetation“ in Kulturpflanzenbeständen, Grünland oder Gärten, die nicht vom Menschen angebaut wurden. Alternativ werden heute häufig die Bezeichnungen Beikraut, Wildkraut oder Kulturpflanzenbegleiter verwendet. Die Samen dieser Pflanzen gelangen dabei entweder durch den Wind (Anemochorie), durch Tiere (Zoochorie) oder über Wurzelausläufer in die Böden oder sind bereits im Erdreich.
Im allgemeinen Sprachgebrauch ist das Hauptkriterium, um eine Pflanze als Unkraut zu bezeichnen, dass sie als unerwünscht betrachtet wird. Gründe sind beispielsweise ein zu befürchtender wirtschaftlicher Schaden (infolge von Konkurrenz für angebaute Pflanzen), die mögliche Beschädigung von Infrastruktur (z. B. durch Überwucherung von Bahngleisen) sowie ästhetische Gründen (z. B. in Ziergärten oder auf Friedhöfen). Hierbei handelt es sich entweder um unerwünschte Wildpflanzen oder um spontan aufwachsende Kulturpflanzen.

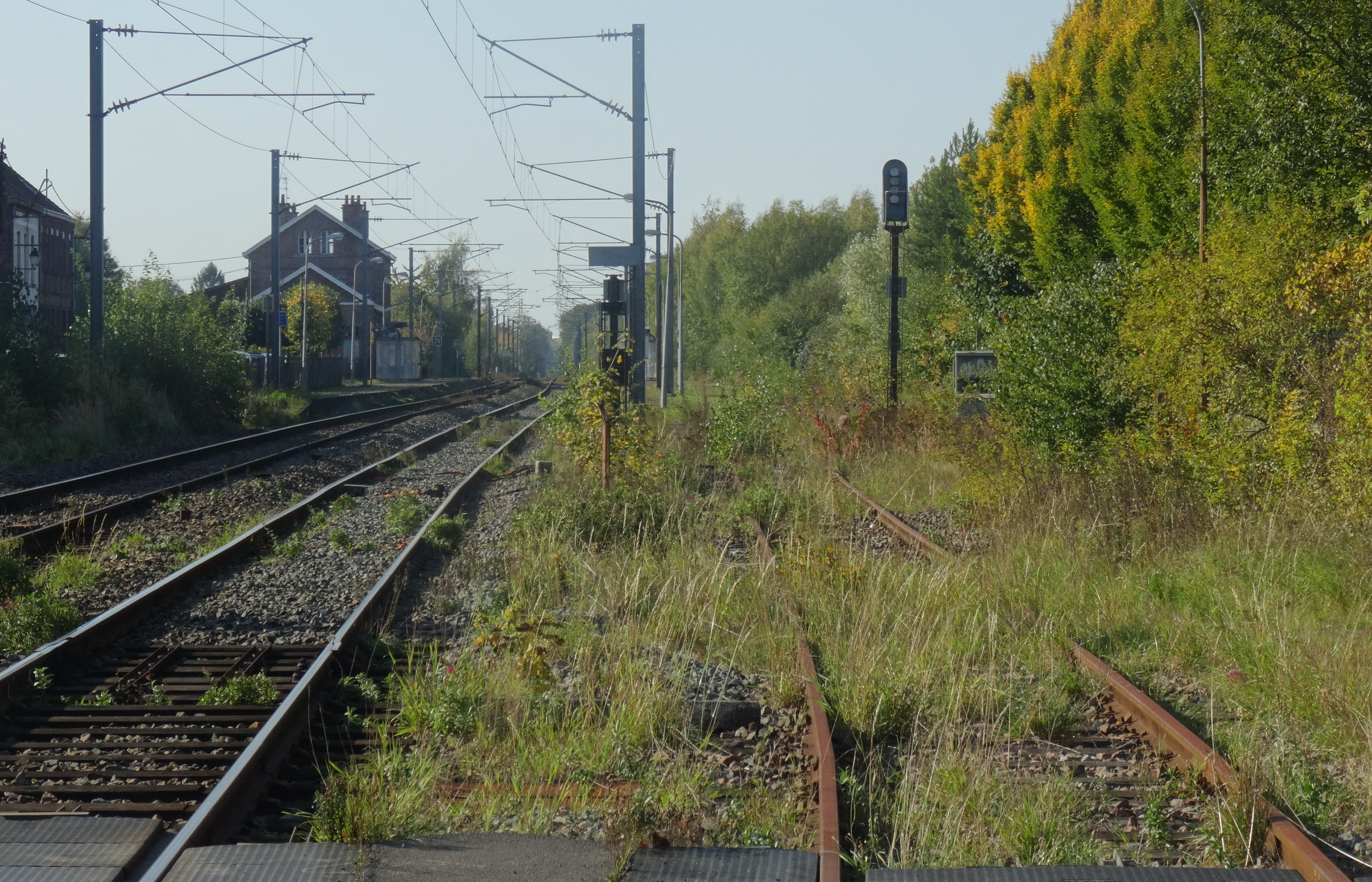
An Bahnanlagen wie Gleisen wird der pflanzliche Bewuchs regelmäßig entfernt, so lange sie genutzt werden (links aktive Strecke, rechts stillgelegte Strecke)

Der negativ konnotierte Begriff ist nicht auf Kräuter im eigentlichen Sinne beschränkt, sondern umfasst auch Gräser, Farne, Moose oder holzige Pflanzen sowie schnell wachsende Pionierpflanzen.
Gegen diese Pflanzen setzen Menschen sowohl Methoden zur mechanischen Unkrautbekämpfung (z. B. Jäten) ein, als auch chemische Bekämpfungsmethoden mit Hilfe von Herbiziden. Mittlerweile haben sich dabei zunehmend Resistenzen gebildet, so dass der Einsatz von Pflanzenschutzmitteln auch zur Entwicklung herbizidresistenter Unkräuter geführt hat, die mitunter als Superunkräuter bezeichnet werden.

## Begriffsklärung
Die Auslegung des Begriffs Unkraut hängt stark vom subjektiven menschlichen Empfinden ab. Zum Unkraut wird sie erst dadurch, dass sie als „störend“ empfunden wird. Unterschiedliche Auffassungen hierüber führen häufig zu Nachbarschaftsstreitigkeiten, manchmal sogar zu politischen Debatten. Es spielt keine Rolle, ob es sich bei einem Unkraut um eine krautige oder verholzende Pflanzenart handelt.
Im Zuge der Umweltbewegung in den 1980er Jahren wurde gefordert, den Begriff Unkraut durch „Wildkraut“ zu ersetzen. „Wildkraut“ wird jedoch schon zur Bezeichnung wildlebender essbarer krautiger Pflanzen verwendet, sodass sich diese Forderung nicht durchsetzen konnte. In der Forstwirtschaft ist der Begriff Begleitwuchs gebräuchlich, da sowohl negative wie auch positive Begleiteffekte erwartet werden können.
Von Vertretern der ökologische Landwirtschaft wird der negativ belegte Begriff Unkraut abgelehnt und die neutrale Bezeichnung Beikraut bevorzugt. Die wissenschaftliche Bezeichnung für Ackerunkräuter lautet Segetalpflanzen.
Pflanzen werden in der Regel als Unkraut bezeichnet, wenn sie:
- mit einer gezielt angebauten Nutzpflanze in Konkurrenz um Wachstumsfaktoren wie Nährstoffe, Licht, Wasser treten, so dass die Nutzpflanze nicht den erwünschten Ertrag erreicht
- die Bewirtschaftung einer Fläche erschweren, indem sie z. B. in das Erntegut geraten und dieses verunreinigen (siehe Saatgutreinigung)
- sich massenhaft verbreiten (durch Samenflug, extrem lange Wurzelgeflechte, Verdrängung von Konkurrenten)
- Infrastruktur wie Bahngleise überwuchern
- das ästhetische Empfinden eines Menschen stören, zum Beispiel in Ziergärten, Parks, oder auf Rasenflächen
- durch ihre Giftwirkung den Ertrag einer Fläche unbrauchbar machen (Beispiel Herbstzeitlose in Heu)
- als Neophyten angestammte Pflanzen von ihren Standorten verdrängen

## Herbologie
Das Fachgebiet der Unkrautkunde hat sich in den letzten Jahrzehnten unter der Bezeichnung Herbologie zu einer eigenständigen wissenschaftlichen Disziplin entwickelt. Das Fachgebiet beschäftigt sich mit Fragen der Unkrautbiologie, Unkrautökologie und Unkrautbekämpfung und den daraus resultierenden Einflüssen auf die Umwelt.

## Ackerunkräuter
Ackerunkräuter schaffen der Landwirtschaft naturgemäß Probleme. Die Unkrautpopulationen auf einer landwirtschaftlich genutzten Fläche werden durch Faktoren wie Fruchtfolge, Art der Bodenbearbeitung, mechanische Unkrautbekämpfung (z. B. mit einem Hackstriegel) und andere beeinflusst. Allgemein verbreitet ist heute der Einsatz von Unkrautbekämpfungsmitteln (Herbiziden), durch die viele Ackerunkräuter in ihrem Bestand bedroht sind.
Laut Berechnungen der Herbizidindustrie-nahen Weed Science Society of America könnten Unkräuter ohne Unkrautbekämpfung Schäden von bis zu 27 Milliarden US-Dollar bei Mais und 16 Milliarden US-Dollar bei Sojabohne in den USA und Kanada verursachen. Ohne Unkrautbekämpfung lägen die durchschnittlichen Ernten um 52 % (Mais) bzw. 49,5 % (Sojabohne) niedriger. 1996 wurde geschätzt, dass durch Unkräuter eine Ertragsminderung zwischen 20 % und 40 % verursacht wird. Wird der Ertragsminderung durch Ausweitung der Anbaufläche (Urbarmachung z. B. von Moorflächen) begegnet, kann der Effekt auf die Umwelt sogar noch negativer sein, als es eine Bekämpfung der Unkräuter wäre. Werden hingegen mechanische Pflegemaßnahmen zur Unkrautregulierung eingesetzt, gehen die jeweiligen Erträge nur geringfügig zurück. Je nach angewandter Methode der mechanischen Unkrautbekämpfung können jedoch andere negative Folgen auftreten, so zum Beispiel Bodenverdichtung oder Störung der Bodenlebewesen durch (zu häufiges) Pflügen. Dazu kommt der hohe Arbeitsaufwand traditioneller Methoden wie dem Jäten von Hand.

### Geschichte
Die Problematik des Unkrauts ist so alt wie der Ackerbau selbst. In der Bibel wird es als Strafe Gottes für den Sündenfall erwähnt. So steht im 1. Buch Mose (Kapitel 3, 17–18): „So ist verflucht der Ackerboden deinetwegen. Unter Mühsal wirst du von ihm essen alle Tage deines Lebens. Dornen und Disteln lässt er dir wachsen und die Pflanzen des Feldes musst du essen.“
Da die Entwicklung der Unkräuter eng mit der des Ackerbaus verwoben ist nahm sie ihren Ursprung wahrscheinlich im Gebiet des fruchtbaren Halbmonds. Von dort drangen sie mit der Landwirtschaft nach Mitteleuropa vor. Erste bäuerliche Siedlungen datieren die Anfänge des Ackerbaus in Europa auf 5000 v. Chr. Die so nach Europa gelangten Unkräuter werden zu den Archäophyten gezählt.
Mit dem Hakenpflug war kein Wenden der gesamten Feldoberfläche möglich, zwischen den Pflugfurchen wurde die Unkrautvegetation kaum gestört. Die Äcker waren stark mit Ruderal- und Weidepflanzen durchsetzt. Bei archäologischen Untersuchungen fand man, dass die Artenzusammensetzung von der Jungsteinzeit (etwa 4000 v. Chr.) bis in die Bronzezeit (etwa 1250 v. Chr.) im Wesentlichen gleich blieb (mit abnehmender Häufigkeit: Weißer Gänsefuß, Windenknöterich, Gemeiner Rainkohl, Taube Trespe, Kleinfrüchtiges Kletten-Labkraut, Ampfer-Arten, Knolliges Lieschgras (Phleum nodosum), Gewöhnliches Rispengras, Floh-Knöterich und verschiedene Wicken).
Zur Zeit der Römer wurden viele Unkrautarten, die heute für Getreidefelder typisch sind, mit Saatgut aus den Mittelmeerländern eingeschleppt.
Während des Mittelalters wurden die meisten Äcker nach dem Prinzip der Dreifelderwirtschaft (Wintergetreide – Sommergetreide – Brache) bestellt. Während der Brache wurde das Vieh auf die Äcker getrieben. Selbst die jungen Getreidebestände wurden beweidet, was sie nur wenig schädigte. Das Unkraut wurde stärker zurückgedrängt als das Getreide, das sich durch das Abweiden nur noch stärker bestockte. Eine gezielte Unkrautbekämpfung erfolgte durch Jäten, die Unkrautbestände enthielten viele Weidepflanzen.
Im 18. Jahrhundert kam die verbesserte Dreifelderwirtschaft (Wintergetreide – Sommergetreide – Hackfrüchte) auf. Es entstanden die typischen Hack- und Halmfrucht-Unkrautfluren.

### Konkurrenz durch Unkräuter
Durch Unkräuter können sich zu Beginn der Vegetationsperiode bis zu 100.000 keimfähige Samen auf einem Quadratmeter Ackerland befinden, während z. B. bei Sommergerste nur eine Saatgutmenge von 400 m−2 gesät wird.
| botanischer Name                           | deutscher Name                 | Samenproduktion pro Pflanze |
| ------------------------------------------ | ------------------------------ | --------------------------- |
| Veronica persica                           | Persischer Ehrenpreis          | 00.050...100                |
| Avena fatua                                | Flug-Hafer                     | 00.100...450                |
| Galium aparine                             | Kletten-Labkraut               | 00.300...450                |
| Senecio vulgaris                           | Gewöhnliches Greiskraut        | 01.100...1.200              |
| Capsella bursa-pastoris                    | Gewöhnliches Hirtentäschel     | 03.500...4.000              |
| Cirsium arvense                            | Acker-Kratzdistel              | 04.000...5.000              |
| Taraxacum officinale                       | Gewöhnlicher Löwenzahn         | 05.000 (200 pro Kopf)       |
| Portulaca oleracea                         | Portulak                       | 10.000                      |
| Stellaria media                            | Gewöhnliche Vogelmiere         | 15.000                      |
| Papaver rhoeas                             | Klatschmohn                    | 14.000...19.500             |
| Tripleurospermum maritimum subsp. inodorum | Geruchlose Kamille             | 15.000...19.000             |
| Echinochloa crus-galli                     | Hühnerhirse                    | 02.000...40.000             |
| Chamaenerion angustifolium                 | Schmalblättriges Weidenröschen | 80.000                      |
| Eleusine indica                            | Indische Fingerhirse           | 50.000...135.000            |
| Digitaria sanguinalis                      | Blutrote Fingerhirse           | 02.000...150.000            |
| Chenopodium album                          | Gänsefuß                       | 13.000...500.000            |
| Triticum aestivum                          | Weichweizen                    | 00.090...100                |

### Nutzwert von Unkräutern
Unkräuter fördern die Bodengare, indem sie den Boden zwischen den Kulturpflanzen durchwurzeln und vor direkter Sonneneinstrahlung schützen. Auf Feldern, die lange Zeit ohne Bewuchs bleiben (z. B. Mais), können sie der Erosion entgegenwirken. Dasselbe gilt für Weinberge – hier ermöglicht ein Bewuchs mit niedrigen Pflanzen teilweise erst das Befahren.
Wildpflanzen sind ein wichtiges Gen-Reservoir, das im Hinblick auf eine spätere Nutzung möglichst erhalten werden sollte. Einige Nutzpflanzen, wie die Kulturformen der Rübe, Feldsalat oder Roggen, waren ursprünglich Unkräuter. Eine Reihe von Unkräutern sind wichtige Heilpflanzen, z. B. Kamille, Spitzwegerich und Ackerschachtelhalm.
Im Rahmen der biologischen Schädlingsbekämpfung bieten besonders blühende Unkräuter Schlupfwespen, Raupenfliegen und anderen Nützlingen Nektar und Pollen als Nahrung. Mit Schädlingen befallene Unkräuter ermöglichen Nützlingen zudem das Überleben auf dem Acker, solange keine befallenen Kulturpflanzen zur Verfügung stehen.
Der spanische Stadtplaner und Architekt Ángel Panero wies darauf hin, dass bestimmte Unkrautsorten die Temperatur des Bodens um bis zu 28 Grad Celsius verringern, wenn sie in Pflaster-Fugen wachsen. Unkraut könne so einen Beitrag zur Verringerung des Hitzestresses in Städten leisten.

### Zugehörigkeit zu Pflanzenfamilien
In Europa können etwa 650 Pflanzenarten zu den Ackerunkräutern gezählt werden. Davon gehört die Hälfte zu den Familien der Korbblütler, Kreuzblütengewächse, Nelkengewächse und Süßgräser. Diese Familien sind auch außerhalb der Unkrautgesellschaften sehr artenreich. Auffallend ist eher der überproportionale Anteil der Gänsefuß-, Fuchsschwanz- und Knöterichgewächse.
Unkräuter sind oft Samenunkräuter mit einer kurzen Generationsdauer und teilweise mehreren Generationen pro Jahr. Die Zahl der Samen pro Pflanze kann außerordentlich hoch sein, beim Gewöhnlichen Hirtentäschel kann eine kräftige Pflanze 90.000 Samen entwickeln. Gelangt Unkrautsamen einige Zentimeter in den Boden, beispielsweise durch das Pflügen, kann er dort viele Jahre überdauern. Man spricht in diesem Zusammenhang von der Samenbank des Bodens.
Dauerunkräuter sind ausdauernde Pflanzen, die sich aus ihren Wurzeln oder Rhizomen schnell regenerieren können. Dazu zählen beispielsweise Acker-Kratzdistel, Ackerwinde, Quecke, Giersch, einige Ampfer-Arten sowie Acker-Schachtelhalm. Diese Arten können durch inkonsequent durchgeführte mechanische Bekämpfung sogar gefördert werden, da sie auch aus Wurzel- und Rhizomfragmenten neu austreiben.
In der mitteleuropäischen Forstwirtschaft zählen beispielsweise die Gewöhnliche Traubenkirsche (Prunus padus) oder die Robinie (Robinia pseudoacacia) zu den „ungeliebten“ Pflanzenarten.

### Ackerunkrautgesellschaften
Die Zusammensetzung der Unkrautbestände auf den Äckern ist von einer Reihe von Faktoren abhängig. Wichtiger noch als die jeweilige Kulturpflanze ist der Zeitpunkt der letzten „radikalen“ Kulturmaßnahme, sei es durch Hacken, Pflügen, Eggen, Dämpfen oder die Anwendung eines Herbizids.
Falls die letzte Bodenbearbeitung im Spätherbst oder Vorfrühling geschieht, entsteht eine Getreide-Unkrautgesellschaft, selbst wenn auf dem Feld in diesem Jahr kein Getreide angebaut wird.
Erfolgt diese letzte Kulturmaßnahme erst im Mai oder Juni, bildet sich eine sogenannte Hackunkraut-Gesellschaft. Die Ursache dafür sind unterschiedliche Dormanz und Keimtemperaturen der Unkrautsamen.
Die Eigenschaften des jeweiligen Bodens wirken sich ebenfalls auf die Unkrautbestände aus. Wichtig sind insbesondere die Einflüsse der Bodenreaktion, der Nährstoff- und Wasserversorgung und der Bodenart. Auch das Klima und die am jeweiligen Standort vorhandene Samenbank sind von Bedeutung.
Die Unkrautgesellschaften wurden in der pflanzensoziologischen Systematik während der letzten 80 Jahre immer wieder neu gruppiert, beispielsweise durch Braun-Blanquet 1936 oder Oberdorfer 1957. Die letzte umfassende Neugliederung erfolgte 1990 durch Hüppe und Hofmeister.
Neben der Gliederung aufgrund von pflanzenphysiologischen Systematiken gibt es auch Gliederungen nach Wuchs, Lebensform, Diasporenausbreitung, Temperaturoptimum und eine ökologisch soziologische Gliederung.

### Naturschutzaspekte
In Deutschland gilt ein Drittel der etwa 270 Pflanzenarten, die ihr Hauptvorkommen in der Ackerunkraut- und kurzlebigen Ruderalvegetation haben, als regional gefährdet oder ausgestorben. Der Erhalt dieser Arten durch Aufrechterhalten der althergebrachten Bewirtschaftungsweise wäre sehr teuer. Ihr Erhalt in botanischen Gärten ist schwierig, da dabei fast zwangsläufig Pflanzen ausgelesen werden, denen wichtige (Unkraut-)Eigenschaften wie der Keimverzug fehlen.
Mit großem Erfolg wurden in den 1980er Jahren in mehreren Bundesländern Ackerrandstreifen-Programme eingeführt. Dabei verpflichten sich Landwirte gegen eine Entschädigung, den Ackerrandstreifen nicht mit Pflanzenschutzmitteln zu behandeln. In vielen Bundesländern hat das Interesse an den Ackerrandstreifen-Programmen über die 1990er Jahre bis heute stark abgenommen. Die in den Roten Listen dokumentierte Gefährdungssituation für die Segetalflora hat sich nicht verbessert (genauere Beschreibung im Karlstädter Positionspapier). Aus diesem Grund wurde 2007 das bundesweite Schutzackerprojekt „100 Äcker für die Vielfalt“ ins Leben gerufen. Auch das Umstellen auf den Ökologischen Landbau kann zum Erhalt dieser gefährdeten Arten beitragen. Mit speziellen Naturschutzstandards wird die Effektivität des Ökologischen Landbaus für den Segetalartenschutz gerade in und am Rande von Großschutzgebieten optimiert. Eine weitere sehr effektive Möglichkeit des Schutzes sind „Schlaginterne Naturschutzbrachen“: Dies sind sehr kleine Flächen innerhalb eines Feldes wie z. B. sandige Kuppen, die hochwertige Lebensräume und Vernetzungsstrukturen schaffen.
Neben den Pflanzenarten selbst sind auch verschiedene Tiergruppen vom Rückgang der Unkräuter betroffen, da sich diese Tiere teilweise oder vollständig von Pollen, Nektar, Stängeln und Blättern, Wurzeln oder Samen der Unkräuter ernähren oder die Unkräuter als Habitat nutzen.
Die verminderte Verfügbarkeit von Unkrautsamen hat so in den letzten Jahrzehnten unter anderem zu einem starken Rückgang von granivoren (Samen fressenden) Vogelarten der Agrarlandschaft mit beigetragen.

## Artenübersicht
Die folgende Tabelle ist die vereinfachte Version einer ähnlichen Tabelle in Wilmanns (1993). Sie soll einen ersten Überblick verschaffen, welche Pflanzenarten auf welchen Ackerstandorten vorkommen (siehe auch Zeigerpflanzen).
| auf allen Äckern, aber auch in Ruderalgesellschaften                     | Gewöhnliches Hirtentäschel, Weißer Gänsefuß, Kleiner Storchschnabel, Gewöhnliches Greiskraut, Gemüse-Gänsedistel, Vogelmiere, Geruchlose Strandkamille                                   | Gewöhnliches Hirtentäschel, Weißer Gänsefuß, Kleiner Storchschnabel, Gewöhnliches Greiskraut, Gemüse-Gänsedistel, Vogelmiere, Geruchlose Strandkamille                                   | Gewöhnliches Hirtentäschel, Weißer Gänsefuß, Kleiner Storchschnabel, Gewöhnliches Greiskraut, Gemüse-Gänsedistel, Vogelmiere, Geruchlose Strandkamille                                   |
| auf Äckern und in Gärten, relativ unabhängig von der Nährstoffversorgung | Acker-Gauchheil, Stängelumfassende Taubnessel, Purpurrote Taubnessel, Acker-Vergissmeinnicht, Windenknöterich, Floh-Knöterich, Acker-Gänsedistel, Feld-Ehrenpreis, Acker-Stiefmütterchen | Acker-Gauchheil, Stängelumfassende Taubnessel, Purpurrote Taubnessel, Acker-Vergissmeinnicht, Windenknöterich, Floh-Knöterich, Acker-Gänsedistel, Feld-Ehrenpreis, Acker-Stiefmütterchen | Acker-Gauchheil, Stängelumfassende Taubnessel, Purpurrote Taubnessel, Acker-Vergissmeinnicht, Windenknöterich, Floh-Knöterich, Acker-Gänsedistel, Feld-Ehrenpreis, Acker-Stiefmütterchen |
| auf basenarmen Böden (saure Bodenreaktion, nährstoffarm)                 | Acker-Hundskamille, Acker-Rettich, Einjähriger Knäuel, Acker-Spark, Acker-Schmalwand, Kleiner Sauerampfer                                                                                | im Wintergetreide | Gemeiner Windhalm, Kornblume, Schmalblättrige Wicke, Rauhaarige Wicke |
| auf basenarmen Böden (saure Bodenreaktion, nährstoffarm)                 | Acker-Hundskamille, Acker-Rettich, Einjähriger Knäuel, Acker-Spark, Acker-Schmalwand, Kleiner Sauerampfer                                                                                | in Hackfruchtäckern auf Sandböden | Blutrote Fingerhirse, Gewöhnlicher Reiherschnabel, Behaartes Knopfkraut, Rote Borstenhirse, Grüne Borstenhirse                                                                           |
| auf basenarmen Böden (saure Bodenreaktion, nährstoffarm)                 | Acker-Hundskamille, Acker-Rettich, Einjähriger Knäuel, Acker-Spark, Acker-Schmalwand, Kleiner Sauerampfer                                                                                | in Hackfruchtäckern auf Lehmböden | Vielsamiger Gänsefuß, Knäuel-Hornkraut, Aufrechter Sauerklee |
| auf basenreichen Böden (kalkhaltig, nährstoffreich)                      | Hundspetersilie, Acker-Fuchsschwanz, Flughafer, Schlitzblättriger Storchschnabel, Klatschmohn, Ackersenf, Acker-Hellerkraut, Persischer Ehrenpreis                                       | im Wintergetreide | Gewöhnlicher Feldrittersporn, Kleine Wolfsmilch, Knollen-Platterbse, Acker-Steinsame, Finkensame, Acker-Hahnenfuß, Gezähnter Feldsalat                                                   |
| auf basenreichen Böden (kalkhaltig, nährstoffreich)                      | Hundspetersilie, Acker-Fuchsschwanz, Flughafer, Schlitzblättriger Storchschnabel, Klatschmohn, Ackersenf, Acker-Hellerkraut, Persischer Ehrenpreis                                       | in Hackfruchtäckern | Sonnwend-Wolfsmilch, Garten-Wolfsmilch, Gewöhnlicher Erdrauch |